# Tori Spelling
Victoria Davey "Tori" Spelling (Los Angeles, Califòrnia, 16 de maig de 1973), és una actriu i empresària estatunidenca, més coneguda pel seu paper de Donna Martin en la sèrie d'adolescents de la dècada del 1990 Beverly Hills, 90210, i pel seu paper de Violet Anne Bickerstaff en alguns capítols de la sèrie Saved by the Bell.

## Biografia
És filla de Candy Marer i Aaron Spelling, un famós productor de televisió de l'ABC des dels anys 70. Tori prové d'una família jueva liberal (per exemple la família celebraven el Nadal). El seu germà Randy Spelling també és actor.
Des que Beverly Hills, 90210 va sortir a l'aire, Spelling ha treballat principalment en pel·lícules independents incloent: A Trick, The House of Yes, encara que ha aparegut en petits papers en pel·lícules grans com Scream 2 i Scary Movie 2.
Actualment és l'estrella del reality "Celebreality" a VH1.
Després de la mort del seu pare el 2006, a ella i al seu germà només van heretar 800.000 dòlars cadascun i els altres 500 milions de dòlars, a la seva esposa.
Es va casar amb Dean McDermott a Fiji, el 6 de maig de 2006, després del seu divorci, amb la seva exesposa Mary Jo Eustace. Amb Dean té tres fills, Liam Aaron (13 de març de 2007), Stella Doreen (9 de juny de 2008) i Hattie Margaret (10 d'octubre de 2011). El 24 de març de 2012, només cinc mesos després de donar a llum a la seva tercera filla va anunciar que seria mare per quarta vegada. Sempre havia dit que desitjava formar una família nombrosa. El seu fill Finn Davey va néixer el 30 d'agost de 2012. El cinquè fill (Beau Dean McDermott) va néixer el 2 de març de 2017).
S'ha relacionat amb personalitats com Julian Lennon i Jean-Claude Van Damme.
A l'estrena de Shannen Doherty de Charmed, Tori juntament amb Jennifer Love Hewitt van ser considerades per substituir-la amb el paper de Paige Matthews, al final qui va obtenir el paper va ser l'actriu Rose McGowan.

### Crítiques
Moltíssima gent considera que va tenir la sort que el seu pare fos el creador de Beverly Hills, 90210 a l'hora de fer-se amb un paper protagonista en la sèrie, ja que no se la considera tan atractiva com les altres actrius de la sèrie. En alguns llocs se li ha atorgat el sobrenom de Butterface (cara de mantega), en un joc de paraules anglès amb l'expressió "but-her-face" ("però-la seva-cara"), referint-se al fet que la noia ho té tot bonic excepte això, la seva cara.

## Filmografia

### Televisió
| Any       | Títol                            | Paper                             | Notes    |
| 2009      | Smallville                       | Tem 8 Cap 15 Infamous, Linda Lake | Sèrie    |
| 2009      | 90210                            | Donna Martin                      | Sèrie    |
| 2007      | Housesitter                      | Elise                             |          |
| 2007      | Smallville                       | Tem 6 Cap 10 Hydro, Linda Lake    | Sèrie    |
| 2006      | So NoTORIous                     | Tori Spelling (ella mateixa)      | Sèrie    |
| 2005      | Hush                             | Nina Hamilton                     | Telefilm |
| 2005      | Family plan                      | Charlie Mackenzie                 |          |
| 2003      | A Carol Christmas                | Carol                             | Telefilm |
| 2003      | So Downtown                      | Liz                               | Sèrie    |
| 1997      | The Alibi                        | Marti Gerrard                     | Telefilm |
| 1996      | Mother, may I sleep with danger? | Lewisohn                          | Telefilm |
| 1996      | Co-Ed call girl                  | Joanna                            | Telefilm |
| 1996      | Deadly pursuits                  | Meredith                          | Telefilm |
| 1995      | Awake to danger                  | Aimee McAdams                     | Telefilm |
| 1990-2000 | Beverly Hills, 90210             | Donna Martin                      | Sèrie    |
| 1990      | Saved by the Bell                | Violet Bickerstaff                | Sèrie    |
| 1987      | The three kings                  | Telefilm                          |          |
| 1983      | Shooting stars                   | Jenny O'Keefe                     | Telefilm |

### Cinema
- Troop Beverly Hills (1989)
- The House of Yes ([1997)
- Scream 2 (1997)
- Perpetrators of the Crime (1998)
- Trick (1999)
- Sol Goode (2001)
- Scary Movie 2 (2001)
- Naked Movie (2002)
- Evil Alien Conquerors (2002])
- 50 Ways to Leave Your Lover (2004)
- Cthulhu (2006)
- Kiss the Bride (2007)